# École Saint-Charles-de-Hedleyville
L'école Saint-Charles-de-Hedleyville est un immeuble patrimonial situé dans l'arrondissement La Cité-Limoilou de la Ville de Québec. Il a été classé comme immeuble patrimonial en 1984.

## Histoire
L'école Saint-Charles-de-Hedleyville  a été construite vers 1863. L'école laïque désert les 200 ouvrier de l'ancien village de Hedleyville. Elle comprend deux salles de classe et un logement pour le personnel enseignant dans le comble. 
En 1892, le village est en partie incendié, mais l'école est épargné. En 1893 Hedleyville est fusionné avec Stadacona, Parkville, New Waterford, La Canardière et Gros-Pin pour former la nouvelle municipalité de Limoilou. L'enseignement passe alors dispensé par les Servantes du Saint Cœur de Marie. L'école ferme en 1903 et le bâtiment est vendu à Milicia Gosselin qui en fait des logements. 
Le 14 juin 1984, l'édifice est classé comme immeuble patrimonial par le ministre de la Culture et des Communications. Le bâtiment et restauré la même année pour lui donné son aspect d'origine. L'école sert toujours de logements en 2021. 